# 佐賀県立有田窯業大学校
佐賀県立有田窯業大学校（さがけんりつありたようぎょうだいがっこう、英: Arita College of Ceramics）とは、かつて佐賀県西松浦郡有田町にあった陶磁器専門の専修学校。生徒募集は2015年（平成27年）4月入学生を最後に停止し、旧4年制課程の卒業年2019年（平成31年）3月末まで存続した。
2016年（平成28年）4月付で組織を改変、施設は佐賀大学有田キャンパスとして存続し、4年制課程は新学部「芸術デザイン学部」へ移行、同年、2年制課程と短期研修は陶磁器産業の次世代を育成するため、佐賀県窯業技術センター人材育成事業に移管された。

## 概要
佐賀県立有田窯業大学校は窯業界の後継者・技術者育成を目的として、1985年（昭和60年）に全国唯一の窯業専門の専修学校として開校した。学習内容に応じて1年制から4年制までの課程が設置され、必要な技術に対応した選択が可能であった。県産業労働部の指定する佐賀マイスター制度に貢献した。工芸分野で高等教育を後押しする機関の先例として伝統産業の他の分野に従事する人々の見学を受け入れ、また学生の資料として古代の陶片を収集していた。

## 沿革
- 1928年（昭和3年） - 10月、前身の佐賀県窯業試験場は、公設の試験研究機関として開設[14]。
- 1985年（昭和60年） - 開校、設計は佐賀県土木部建築課とアルセッド建築研究所[2][1]。
- 1987年（昭和62年）
  - 専門課程卒業者を対象とした研究科を設置[7]。
  - 5月24日 - 佐賀県で開催された全国植樹祭に合わせて昭和天皇が行幸[15]。
- 1999年（平成11年） - カリキュラムを一部改変。
- 2005年（平成17年） - ドイツ・ハレ芸術デザイン大学と交換留学協定を締結[16][17]。
- 2008年（平成20年） - 佐賀大学文化教育学部と連携・協力協定を締結。
- 2009年（平成21年） - 専門課程陶磁器科4年制を新設。
- 2016年（平成28年） - 学生募集を停止。佐賀大学（新設の「芸術デザイン学部」）に移行・統合へ。
  - 2015年（平成27年）4月の4年制課程入学生の卒業する2019年（平成31年）3月末まで佐賀県立有田窯業大学校は存続。
  - 有田窯業大学校の校舎には佐賀大学の有田キャンパスが設置され継続利用。
- 2019年（平成31年） - 2018年（平成30年）度終了をもって閉校[4]。

### 設置課程・学科

#### 専門課程・陶磁器科
- 4年制課程（高度専門士認定課程） - 3コース（伝統、プロダクト、造形）
- 2年制課程（専門士認定課程） - 2コース（成形技法、装飾技法）

#### 一般課程
- ろくろ科
- 絵付科

#### 短期研修
- ろくろ成形研修
- 絵付技法研修

## 交通アクセス

### 最寄りの鉄道駅
- JR九州 佐世保線「有田駅」より徒歩で約15分。

### 最寄りのバス停
- 西肥バス 「桑古場入口」バス停下車。

### 最寄りの道路（自家用車）
- 国道35号
- 長崎県道・佐賀県道4号川棚有田線
- 西九州自動車道「波佐見有田IC」から自家用車で約3分。

## 周辺
所在地の有田は日本の磁器発祥の地であり、第二次世界大戦後に、歴史文化をキーワードとする観光マスタープランを政策化した伝統産業地域の一つに数えられる。近隣には研究機関や博物館のほか、数多くの窯元が立地している。以下、50音順。
GLAM機関
- 有田町歴史民俗資料館
- 有田陶磁美術館
- 今右衛門古陶磁美術館
- 柿右衛門古陶磁参考館
- 香蘭社古陶磁陳列館
- 佐賀県立九州陶磁文化館
- 深川製磁参考館

教育、研修・技術機関
- 佐賀県窯業技術センター
- 佐賀県立有田工業高等学校
  - 全日制の課程、定時制の課程にセラミック科がある。
  - 定時制課程の科目を聴講生として聴講することもできる。

## 著名な出身者

### 教職員
学校長
- 十四代酒井田柿右衛門[19]（色絵磁器・人間国宝）

特別講師
- 井上萬二[20]（白磁・人間国宝）
- 中島宏[21]（青磁・人間国宝）
- 十四代今泉今右衛門（日本工芸会正会員）
- 十四代中里太郎右衛門（日本工芸会正会員）
- 増村紀一郎（漆芸・人間国宝）
- 伊勢崎淳（備前焼・人間国宝）